# فلیس فونتانا
فلیس فونتانا (انگلیسی: Felice Fontana؛ زاده ۱۵ آوریل ۱۷۳۰ درگذشته ۱۰ مارس ۱۸۰۵) یک فیزیک‌دان بود.